# Étavigny
Étavigny är en kommun i departementet Oise i regionen Hauts-de-France i norra Frankrike. Kommunen ligger i kantonen Betz som tillhör arrondissementet Senlis. År 2022 hade Étavigny 177 invånare.

## Befolkningsutveckling
Antalet invånare i kommunen Étavigny
| Referens: INSEE |